# جوزيف ي. يون
جوزيف ي. يون (بالإنجليزية: Joseph Y. Yun)‏ هو دبلوماسي أمريكي، ولد في 1954 في سول في كوريا الجنوبية.